# Lilian Hasler
Lilian Hasler (* 1960 in Aarau, Schweiz) ist eine Liechtensteiner Künstlerin, die in Zürich und Eschen FL lebt.

## Leben und Werk
Hasler besuchte von 1967 bis 1976 die Schule in Suhr. Nach einer Ausbildung zur Bildhauerin und dem Besuch der Kunstgewerbeschule Bern von 1976 bis 1980 arbeitet Hasler in ihrem Atelier in der "Alten Spinnerei" Wettingen und seit 1986 in der Arbeitsgemeinschaft Zürcher Bildhauer in Schlieren bei Zürich. Prägend war für sie die Zürcher Jugendunruhen ab 1980 und die Auseinandersetzung mit sozialen und gesellschaftspolitischen Ereignissen. 1991 entstand ihr Werk "Fixer", das eine grosse Medienpräsenz nach sich zog. 2000 erhielt sie ein achtmonatiges Stipendium in der Cité Internationale des Arts Paris, wo sie sich vermehrt mit theoretischen und konzeptionellen Ansätzen auseinandersetzte. 2013 weilte sie erneut für 4 Monate in der Cité und arbeitete an ihrem BombayParisProject. Von 2004 bis 2006 studierte sie an der Zürcher Hochschule der Künste und erlangte einen Master of Advanced Studies in „Cultural & Gender Studies“. 2007 erhielt sie vom Fürstentum Liechtenstein ein Werkjahr-Stipendium in Indien zugesprochen, wo sie  bis 2012 lebte und arbeitete. 2015 erhielt sie ein Arbeitsstipendium im Residenzatelier der Regierung Liechtenstein in Berlin, wo ihr Projekt "From East towards West ..." entstand. Von 2016 bis 2024 war sie Präsidentin des Künstlerverbandes Visarte Liechtenstein. Seither arbeitet sie vermehrt auch im kulturpolitischen Bereich. Die Auseinandersetzung mit dem Fremden und Anderen beeinflusst ihr Werk maßgeblich. Ihre Arbeit umfasst Skulpturen, Malerei, Zeichnungen, Installation und Künstlerbücher.

## Ausstellungen
- 2024 "K.I. und wir" Kunsthaus Örlikon, Zürich
- 2023 "Legionär:innen des Alltags" Kunstsalon Wolf, Schaan
- 2019 "Sexus und Herrschaft" Kunsthalle Schlieren
- 2016 "Pioneers from a Hidden Country" Galerie Trudelhaus, Baden
- 2014 TheBombayParisProject Kabinett Visarte Zürich[1]
- 2012 „Bilderfinden“ Marburger Kunsthalle, Ausstellung mit 13 anderen Künstlerinnen und Künstlern2010 „Changing Skin“ Coomaraswamyhall, Mumbai, Indien
- 2010 „AZB for ever“ Helmhaus, Zürich, Ausstellung mit 28 anderen Künstlerinnen und Künstlern der "Arbeitsgemeinschaft Zürcher Bildhauer"[2]
- 2008 „Encroaching Eye“ Gallery Sumukha, Bangalore, Indien

## Bibliographie
- Lilian Hasler Durrer, die Bildhauerin: anlässlich einer Ausstellung in der Galerie Tangente in Eschen, Liechtenstein, Autorin: Lilian Hasler Durrer, Verlag Niggli, Liechtenstein 1997, ISBN 3-7212-0324-0